# Polgári Jog (folyóirat)
A Polgári Jog havonta megjelenő magyar jogi szaklap volt 1925 és 1939 között. Alcíme: A hazai és külföldi magánjog és hiteljog szemléje.
A folyóiratot Beck Salamon 1925-ben Meszlény Artúr főszerkesztővel és Varannai István szerkesztőtársával indította meg. Beck Salamon nemcsak szerkesztője, hanem gyakori cikkírója is volt a szaklapnak: a Beck Salamon által 14 év folyamán írt cikkek száma több mint 300 volt. Meszlény Artúr az alapítástól számított egy évtizedig a főszerkesztői teendőket is ellátta, majd haláláig a szerkesztőbizottság tagja maradt.
A lapot 1939-ben betiltották.